# Ganjalaghatta, Tiptur
Ganjalaghatta là một làng thuộc tehsil Tiptur, huyện Tumkur, bang Karnataka, Ấn Độ.